# Les Cabanyes
Les Cabanyes település Spanyolországban, Barcelona tartományban. Lakosainak száma 1012 fő (2024).

## Földrajza
Les Cabanyes Vilobí del Penedès, La Granada, Vilafranca del Penedès és Pacs del Penedès községekkel határos.

## Népesség
A település lakosságának változását az alábbi diagram mutatja:
| Lakosok száma | 51   | 396  | 409  | 355  | 373  | 647  | 888  | 961  | 964  | 1012 |
|               | 1717 | 1887 | 1936 | 1960 | 1986 | 2004 | 2009 | 2014 | 2019 | 2024 |